# Автопортрет (Ромні)
 «Автопортрет»   — картина англійського художника кінця 18 століття Ромні.
Відомо про два автопортрети художника, один в музеї Лувр. Приблизно у віці 50 років він розпочав роботу над цим автопортретом. Позаду були залишений батьківський дім, навчання у провінційного мандрівного портретиста, важка залежність від пихатих аристократичних замовників.
Він подав себе в кріслі, в простому домашньому вбранні, зі злохмаченою зачіскою і поганим настроєм, яким страждав в похилому віці. Портрет відкривав психологічні проблеми митця, які зазвичай той старанно приховував. Добре опрацьованими були лише обличчя і тло біля голови. Все інше лише ледь помічене пензлями на ґрунті. Твір так і залишився недоопрацьованим.
В автопортреті ніякої декоративності, ніякого бажання подати себе кращим, упевненим в собі чи елегантним джентльменом. Твір також разюче відрізнявся від решти портретів Емми Гамільтон, декоративних і неглибоких психологічно. Відомо, що Емму в різних станах і настроях він писав близько сорока разів…
В новітні часи, коли в живопису почали поціновувати ескізність, незакінченість, недоопрацьований автопортрет митця почав чимось перегукуватись з цими настроями і новітнім ставленням до живопису. Його придбали до Національної портретної галереї в Лондоні і навіть вивозять на закордонні виставки.